# Dave Padden
David James Padden (13 febbraio 1976) è un cantante e chitarrista canadese, ex membro della band thrash metal Annihilator.

## Biografia
Nel giugno 2003 è entrato nella band canadese Annihilator come cantante dopo l'abbandono del cantante Joe Comeau. Anche se quando Waters incontrò Padden non era ancora cantante, bensì chitarrista, Waters dopo averlo sentito cantare decise che sarebbe diventato il nuovo cantante del gruppo.
Fino ad oggi con la band ha registrato cinque album in studio: All for You, Schizo Deluxe, Metal, Annihilator e  l'ultimo album Feast uscito nel 2013.
Dal 2006, nei concerti del gruppo, ricopre anche il ruolo di chitarrista ritmico.
Il suo modello di chitarra è una Gibson Explorer.
Lo stesso anno ha fondato i Silent Strain, gruppo thrash/industrial metal in cui ricopre il ruolo di cantante. Nel 2015 lascia gli Annihilator.

## Discografia

### Con gli Annihilator

#### Album in studio
- 2004 - All for You
- 2005 - Schizo Deluxe
- 2007 - Metal
- 2010 - Annihilator
- 2013 - Feast

#### Album dal vivo
- 2009 - Live at Masters of Rock

## Videografia
- 2006 - Ten Years in Hell
- 2009 - Live at Masters of Rock